# Roquer de Migdia
El Roquer de Migdia és una muntanya de 688 metres que es troba al municipi de Paüls, a la comarca catalana del Baix Ebre.